# وجيه عبد العظيم
وجيه عبد العظيم شرف (3 سبتمبر 1979-)، من مواليد القليوبية، لاعب كرة قدم مصري يلعب لنادي الإنتاج الحربي، يلعب في مركز خط الوسط.

## المسيرة الاحترافية
لعب لنادي الجيش في الفترة من 2003 حتى 2006، انتقل بعدها لنادي المصري حتى العام 2010، انتقل لنادي الزمالك موسم الانتقالات الصيفية عام 2010 ووقع لموسمان، قضى منهما موسماً مع الفريق لينتقل بعدها لنادي الإنتاج الحربي عام 2011.

## روابط خارجية
- وجيه عبد العظيم على موقع قاعدة بيانات كرة القدم.إي يو (الإنجليزية)